# 冬瓜美女
冬瓜美女，是台灣噶瑪蘭族傳說中出生在冬瓜裡的美麗女性，因為被村子中的其他男性糾纏著而被其父親安置在家裡，卻也因此而死。

## 傳說

### 出生
有個農夫在去田裡工作的時候撿到一顆冬瓜種子，將它種下去後，種子以驚人的速度長成一顆大冬瓜。當農夫打算把它切開來吃的時候，卻聽到冬瓜裡傳來「不能切」的聲音，等到冬瓜熟透裂開（另有說法是傳出哭聲並被踢破），裡面出現個女孩，農夫便收養了她。

### 長大
後來女孩長大後，變得相當漂亮，被部落裡的人稱為「冬瓜美女」，據說她光去提個水，就會因為有太多男性裝渴跑去跟他搭話要水喝而喝光了桶子裡的水，必須多跑一趟。
因為太受男性歡迎了，冬瓜美女光是織布時都有很多人在旁圍觀，讓她無法專心，因此農夫用竹子在屋頂搭建了個高台，讓她在上面織布，並且為了讓男性們打退堂鼓，故意出了很多難題給他們（另有說法是為了防止男性因為冬瓜美女而忽略鍛鍊、或是為了幫女兒選丈夫），如挑水、耕田、打獵等。

### 死亡
然而，有男性為了接近冬瓜美女，偷偷跑上高台，並碰觸到了織布機、觸犯禁忌，導致冬瓜美女有一天在織布時，風把梭子吹落了，她急著想去撿，卻也一起從屋頂摔落而死。

### 後續
她死後，頭髮就變成一條條冬瓜的綠藤，長出不少冬瓜，男性們紛紛向農夫要了一個帶回家，希望裡面還會再出現一個冬瓜美女。

## 現代研究
這則傳了反映出傳統噶瑪蘭族女性日常生活中必須從事的工作（如挑水、織布）、以及織布機的多項禁忌（例如不能給男性碰），此外，因為噶瑪蘭族是長女繼承制的母系社會，婚姻由女方提出並招贅，這則故事可能也顯示著傳統噶瑪蘭族的婚姻方式。